# Fony
Fony je vas na Madžarskem, ki upravno spada pod podregijo Abaúj–Hegyközi Županije Borsod-Abaúj-Zemplén.